# 斯塔罗杜布卡河
斯塔罗杜布卡河（俄语：Стародубка река）是俄羅斯萨哈林州（薩哈林島）多林斯克区的河流，长10公里，流域面积15.2平方公里，在距奈巴河的河口13公里处注入奈巴河。

## 引用
1. ↑  М·Г·瓦西科夫斯基. . 列宁格勒: 气象出版社. 1973 （俄语）.
2. ↑  . 国家水登记处.   [2024-01-04]. （原始内容存档于2023-12-12） （俄语）.